# Silvana Bayer
Silvana Bayer (n. 4 martie 1980, Los Angeles) este o actriță germană.

## Date biografice
Silvana a jucat la vârsta de 5 ani primul ei rol în filmul "Bitte lasst die Blumen blühen" (Lăsați florile, să înflorească). Ea devine cunoscută prin anii 1999 / 2000 prin rolurile jucate în serialele TV "Die Rote Meile" (Mila roșie). În anul 2001 apare poza ei în magazinul playboy FHM. Silvana poate fi văzută în continuare în serialele „Der letzte Zeuge“, „Für alle Fälle Stefanie“, „Ein Fall für Zwei“, „Unser Charlie“, „St. Angela“, „Forsthaus Falkenau“ sau „Hallo Robbie!“. Acestea au fost urmate în anii 2003 / 2004 de filmele „Das schwache Geschlecht“, „Voll auf der Rolle“ sau "Sturm der Liebe". În 2006 joacă alături de Tim Sander rolul princiapal în filmul „Die schwarze Kolonne“. Silvana trăiește azi împreună cu sportivul Nikolaus "Mini" Karpf.